# Elisabeth Kübler

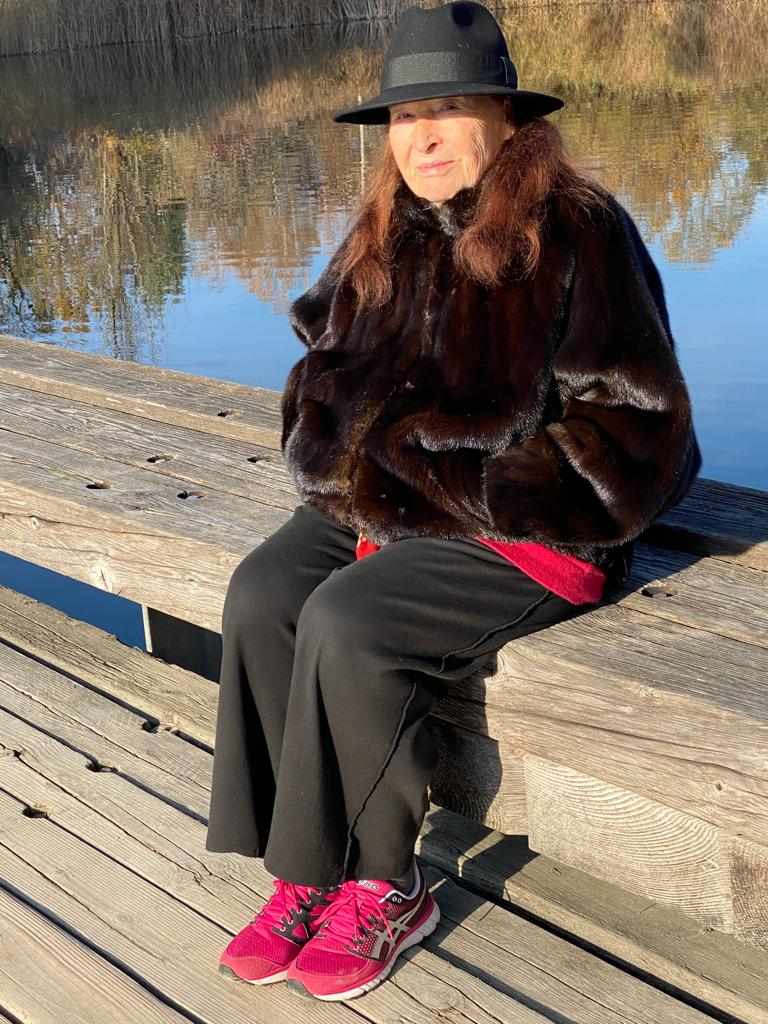
Elisabeth Kübler, Irchelpark Zürich (März 2022)

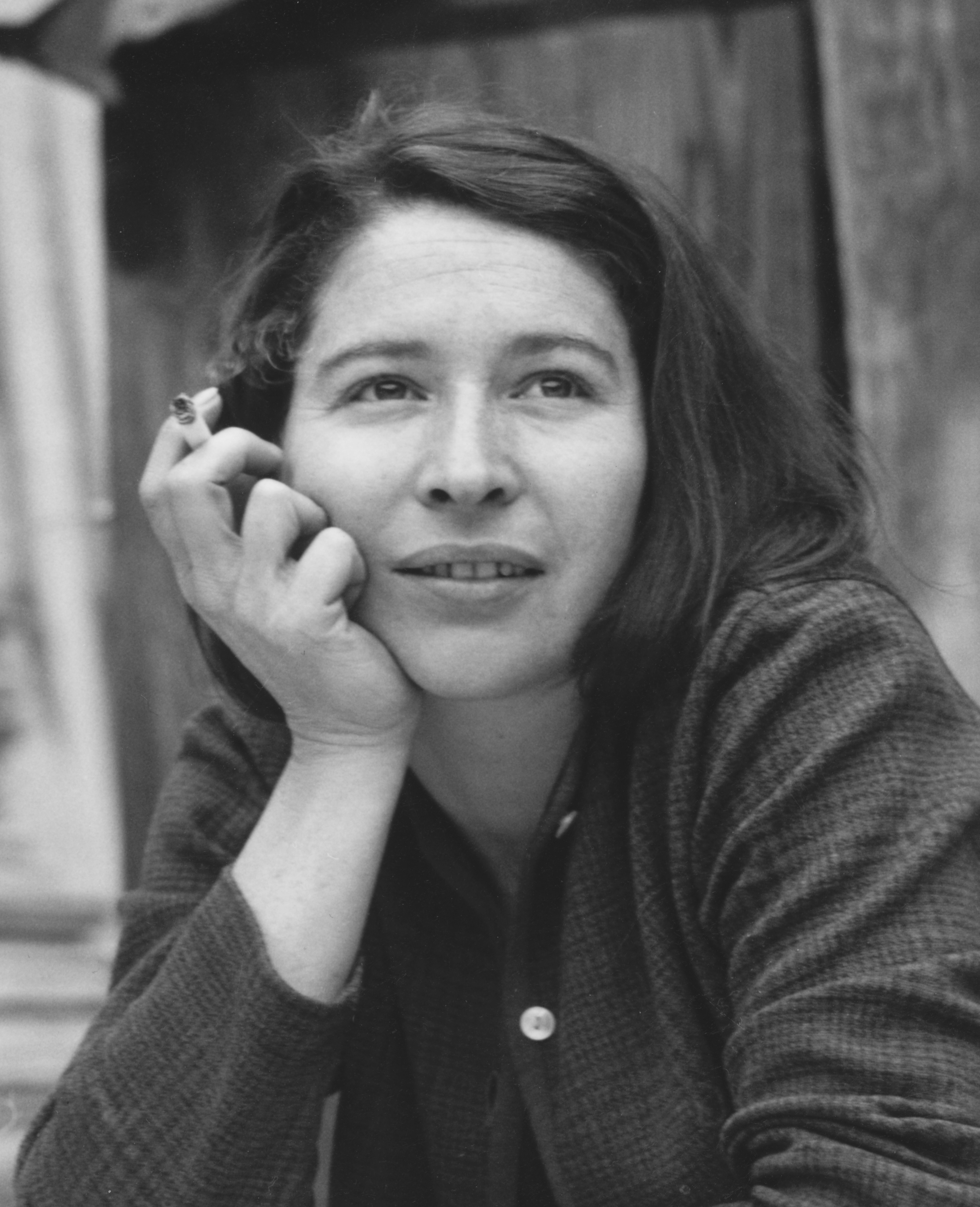
Elisabeth Kübler (1965)

Elisabeth Kübler (-Wenger) (* 4. Juli 1931 in Buchs AG) ist eine Schweizer Bühnenschauspielerin und Galeristin.

## Leben und Wirken
Elisabeth Kübler (geb. Wenger) ist die jüngere Tochter zweier Romanisten, Charles Wenger und Trudy Wenger-Meyer. In ihrer frühen Jugend spielte sie im Schultheater mit. Anschliessend ans Gymnasium Aarau erfolgte der Abschluss am Lehrerinnenseminar mit dem Lehrerinnenpatent. 
Von ausschlaggebender Bedeutung für die Wahl ihrer weiteren Berufsausbildung war ein Austausch mit dem Pantomimen Marcel Marceau. Elisabeth Wenger besuchte von 1951 bis 1953 das Bühnenstudio Zürich, worauf Engagements an verschiedenen Theatern (Städtebundtheater Biel-Solothurn, Spielzeit 1953/54, Landestheater Hannover, 1954–1956 und Schauspielhaus Zürich, 1956–1959, Theater Konstanz, 1963–1968 während der Intendanz von Kraft-Alexander zu Hohenlohe-Oehringen) folgten.
In den Jahren am Schauspielhaus Zürich lernte sie ihren Ehemann und Pressechef des Circus Knie Jörn Kübler, Stiefsohn von DU-Gründer Arnold Kübler, kennen. Sie reiste in der Folge mit ihm und dem Circus Knie von 1959 bis 1969 auf Tournée mit.
Von 1969 bis 1970 wurden sie und ihr Mann vom Kunsthändler Aimé Maeght und dessen Frau Marguerite Maeght in deren Galerie in Paris in die verschiedenen Ressorts von Kunstvermittlern eingeführt, um die Filiale Galerie Maeght Zürich zu eröffnen und zu betreiben. In Paris wohnten sie bei der Ballerina Ursula Vian-Kübler, der Schwester von Jörn und Ehefrau von Boris Vian. Sie waren Nachbarn und Freunde von Jacques Prévert. Ihr Galerie-Ressort waren die grafischen Blätter.
1975 starb ihr Mann. Von 1976 bis 1994 führte Elisabeth Kübler die Galerie allein und blieb bis 2010 Vizepräsidentin des Verwaltungsrates. In der Galerie Maeght Zürich – 1987 umbenannt in Galerie Lelong – war sie zuständig für die programmatische Leitung und die Gestaltung der Ausstellungskataloge. Zusammen mit der Muttergalerie in Paris organisierte sie zudem weltweit Ausstellungen in Museen und Galerien mit Werken der international bekannten, von der Galerie vertretenen Künstler wie etwa Alexander Calder, Eduardo Chillida, Joan Miró oder Antoni Tàpies. 1977 widmete sie eine ihrer ersten eigenen Ausstellungen der damals kaum bekannten Heidi Bucher. 1980 zeigte sie unter dem Titel «Zorn und Zärtlichkeit» in den fünf Räumen der Galerie ausschliesslich die Arbeiten der fünf Künstlerinnen Annalies Klophaus, Ingeborg Lüscher, Annette Messager, Anna Oppermann und Friederike Petzold.
Nach dem Besuch der Retrospektive der vorerst nur in Amerika bekannten Louise Bourgeois im Museum of Modern Art in New York 1982 konnte Elisabeth Kübler drei Jahre später deren Werke erstmals in Zürich retrospektivisch ausstellen und zu ihrer Bekanntheit in Europa beitragen. Schweizer Kunst brachte sie 1979 mit Warja Lavater und Peter Stämpfli ans Licht und auf den Markt. Der Direktor der Berner Kunsthalle, Johannes Gachnang, vermittelte ihr Pierre Klossowski, der sich wie Louise Bourgeois mit der Geschlechterrolle und Eros auseinandersetzt und für den sie deshalb zu seiner ältesten Förderin wurde, die seine grossformatigen Werke immer wieder ausstellte. Ebenso vermittelte ihr Gachnang die österreichischen Künstler Arnulf Rainer und Hermann Nitsch. In Zusammenarbeit mit der Galerie Michael Werner zeigte sie mehrfach Arbeiten von Per Kirkeby, Markus Lüpertz und A. R. Penck.
Elisabeth Kübler lebt seit 40 Jahren mit ihrem Partner Heinz Günter in Zürich im Haus von Arnold Kübler und im Sommer in einem Haus mit Garten und Weiher im Thurgau.

## Theater (Auswahl)

### Städtebundtheater Biel-Solothurn
- 1953: Die Verschwörung des Fiesco in Genua von Friedrich Schiller; Regie: Alfred Lohner, Rolle: Leonore
- 1953: Emilia Galotti von Gotthold Ephraim Lessing; Regie: von Spallart, Rolle: Emilia Galotti
- 1953: Jupiter lacht von Archibald Joseph Cronin; Regie: Carl Rühl, Rolle: Mary Murray

### Landestheater Hannover
- 1954: Der Liebestrank von Frank Wedekind; Erstaufführung und Regie: Hans Bauer, Rolle: Tatjana
- 1954: Der Eismann kommt von Eugene O’Neill; Intendant: Kurt Ehrhardt, Rolle: Margie
- 1954: Bernarda Albas Haus von Federico García Lorca; Erstaufführung, Intendant: Kurt Ehrhardt, Rolle: Martirio, die Bucklige
- 1956: Tartuffe von J.-B. Molière; Neuinszenierung, Regie: Karlheinz Streibing, Rolle: Mariane
- 1956: Das Leben ein Traum von Pedro Calderón de la Barca; Regie: Karlheinz Streibing, Rolle: Rosaura

### Schauspielhaus Zürich
- 1953: Wallensteins Tod von Friedrich Schiller; Regie: Ernst Ginsberg, Rolle: Thekla
- 1955: Die Chinesische Mauer von Max Frisch; Regie: Leopold Lindtberg, Rolle: Julia
- 1955: Der Heiratsantrag von Anton Tschechow; Regie: Leopold Lindtberg, Rolle: Natália Stepánowna
- 1956: Orestie von Aischylos; Regie: Oskar Wälterlin, Rolle: Elektra
- 1956: König Hirsch von Otto Zoff; Regie: Leopold Lindtberg, Rolle: Smeraldina
- 1956: Das Tagebuch der Anne Frank von Frances Goodrich; Drehbuch: Albert Hackett; schweizerische Erstaufführung, Regie: Oskar Wälterlin, Rolle: Margot
- 1957: Wilhelm Tell von Friedrich Schiller; Regie: Oskar Wälterlin, Rolle: Berta von Bruneck
- 1957: Amerika von Franz Kafka; Bühnenbearbeitung: Max Brod; Uraufführung, Regie: Leonard Steckel, Rolle: Theres
- 1957: Die Unsterbliche von Jean Giraudoux; Uraufführung, Regie: Imo Moszkowicz, Rolle: Bella Dé
- 1957: Romulus der Grosse von Friedrich Dürrenmatt; Regie: Oskar Wälterlin, Rolle: Rea
- 1958: Richard II. von William Shakespeare; Regie: Leopold Lindtberg, Rolle: Lady Anna
- 1958: Die kahle Sängerin von Eugène Ionesco; Regie: Reinhard Spörri, Rolle: Mrs. Martin
- 1958: Das Haus der Temperamente von Johann Nepomuk Nestroy; Regie: Gustav Manker, Rolle: Marie von Froh

## Filmografie
- 1958: Eine Rheinfahrt, die ist lustig (Zum goldenen Ochsen), Regisseur: Hans Trommer, Rolle: Margrit
- 1969: Die Gwundrige (Fernsehfilm), Regisseur: Ettore Cella, Rolle: Hausfrau